# ألان جونستون (سياسي)
ألان جونستون (بالإنجليزية: Alan Johnstone)‏ هو دبلوماسي وسياسي بريطاني (وحمل سابقاً جنسية المملكة المتحدة لبريطانيا العظمى وأيرلندا)، ولد في 31 أغسطس 1858، وتوفي في 31 يوليو 1932.

## مناصب
- انتخب ambassador of the United Kingdom to Baden ‏ ( – 1903).
- انتخب ambassador of the United Kingdom to Hesse-Darmstadt ‏ ( – 1903).
- انتخب سفير المملكة المتحدة لدى هولندا (1910 – 1917).
- انتخب سفير المملكة المتحدة لدى الدنمارك (1905 – 1910).